# Dennheritz
Dennheritz − miejscowość i gmina w Niemczech, w kraju związkowym Saksonia, w okręgu administracyjnym Chemnitz, w powiecie Zwickau, wchodzi w skład wspólnoty administracyjnej Crimmitschau-Dennheritz.